# Dudy

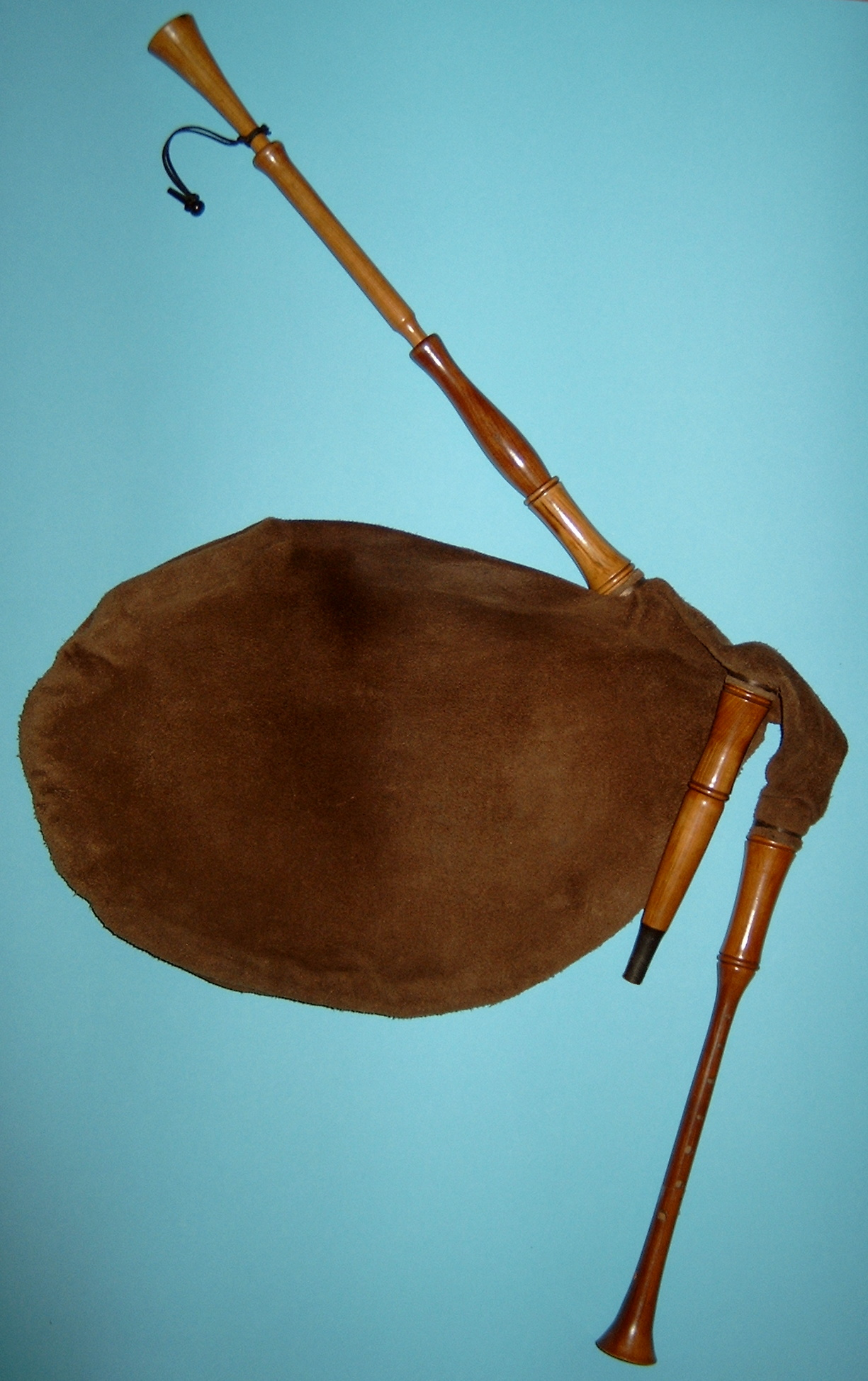
Dudy

Dudy, na Moravě gajdy, na Chodsku též pukl jsou prastarý lidový hudební nástroj, užívaný již v antickém Řecku. V českých zemích se pro ně kromě uvedených užívaly názvy bukl, bzikalky, hrkavky, kejdy, kor, kořec, kozice, kozlik, moldánky aj.
Dudy byly původně jednoduchým dechovým nástrojem, který pravděpodobně vznikl již před 4000 lety v Egyptě a v přední Asii. Odtud se postupně šířily s pastýři a především s četnými arabsko-tureckými nájezdy do Evropy, kde se rozšířily a kde vznikaly různé druhy dud – různé národy si dudy různě upravovaly a mají pro ně vlastní pojmenování. První zmínka o dudách v českých zemích pochází ze Zbraslavské kroniky (1335–1339).

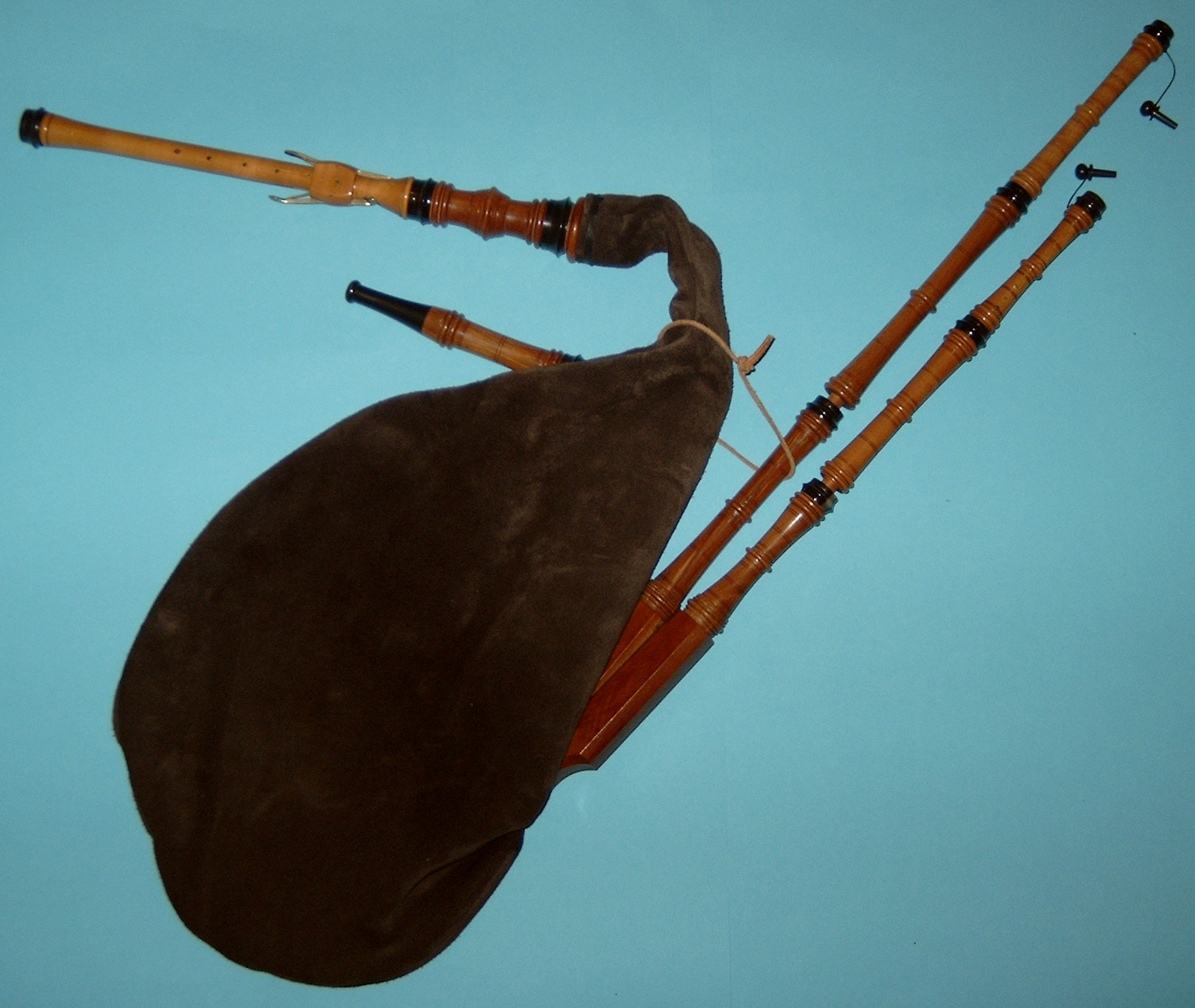
Moderní Hümmelchen

Dudy jsou aerofon. Funkce nástroje je založena na pumpování vzduchu, a to buď dofukovaném ústy, nebo koženým měchem umístěným v podpaží hudebníka do zásobního koženého měchu pod rukou na opačné straně těla. Na dofukování ústy jsou založeny například galicijské gaity nebo skotské Great Highland bagpipe, v Česku známé jako „skotské dudy“ – pravděpodobně proto, že jsou ze skotských dud nejznámější. Na dofukování měchem jsou založeny dudy z českých zemí a například irské loketní dudy a skotské Border pipes a Smallpipes.
V českých zemích je zásobní měch dud umístěn pod pravou dudákovou rukou (opačně než na ostrovech). Z měchu proudí vzduch do píšťaly s otvory. Proudí přes strojek nazývaný piskor, s jedním nebo více plátky. Rozechvíváním plátků vzniká zvuk. Tón je tvořen odkrýváním jednoho nebo více otvorů píšťaly prsty.
Při hře na dudy se v českých zemích užívá tzv. uzavřený prstoklad, odkrývá se vždy jen jeden otvor píšťaly (na rozdíl od většiny dud odjinud a dechových nástrojů). Dudy jsou nejčastěji laděny v tónině Es dur, často v tónině C dur, a to více na Moravě než v Čechách.
Zvuk dud je mečivý a na přední píšťale, tzv. předničce (chanter, melodická píšťala) hrají dudy českých zemí pouze na osm tónů, což dodává jejich hře jednotvárnosti. Malý rozsah osmi devíti tónů je poměrně běžný, ale jsou i výjimky, např. rozsah irských dud je dvě a půl oktávy včetně všech půltónů.
Zvláštním rysem je přítomnost jedné nebo více zadních píšťal (tzv. borduny, huky, příp. drony), které nepřetržitě hrají stále jeden o dvě oktávy hlubší tón, který se kombinuje s proměnlivými tóny na přední píšťale.
Irské dudy mají na rozdíl od ostatních ještě další tzv. regulátory – tři píšťaly s dvouplátkovým strojkem k hraní doprovodu. Ovládají se klapkami, převážně pravým zápěstím.
Dudy většinou nemají rovnoměrně temperované ladění, nejčastěji je použito přirozené ladění. Tím zadní píšťaly ladí k přední píšťale bez ohledu na hraný tón, ale může to působit potíže při hře společně s nástrojem laděným v temperovaném ladění. Nebývá častý ani komorní tón A = 440 Hz, např. skotské Great Highland Bagpipes mají komorní tón nejčastěji mezi 470 Hz a 480 Hz. Dudáci hrající s orchestrem obvykle podladí na A = 466,16 Hz (čemuž odpovídá tón B při A = 440 Hz), čímž se v moderním pojetí dá o těchto skotských dudách uvažovat jako o transponujícím nástroji, pro ostatní hrající tóny z Es dur, přestože se ve skutečnosti jedná o mixolydické A.
Dudy mají stále své ctitele. Nejvíce je v českých zemích proslavili dudáci ze Strakonicka a Chodska. V Česku existuje několik kvalitních lidových souborů a ve Strakonicích se pořádá jednou za dva roky významný Mezinárodní dudácký festival.
Dudy v Srbsku
Vědecká pracovnice a ředitelka Etnografického ústavu Srbské akademie věd a umění (SANU) prof. dr. Dragana Radojičić, Ph.D., a tamní vědecká pracovnice Dr. Miroslava Lukić Krstanović, Ph.D., uvádějí, že skutečnost, že se na Balkáně i dnes vyrábějí primitivní typy dud, na jaké v dávných dobách hráli naši předkové, je pravou cenností. Hra na dudy se udržela nejvíce v Zaječaru, Pančevu, Kikindě, Svrljigu a Lebani, takže zvuky tradičního nástroje lze dosud slyšet při vesnických slavnostech, „čímž se zachovává bohatství srbského nehmotného kulturního dědictví mnoha generací.“
Etnografky dále uvádějí: „Existuje několik typů dud, které se v těchto oblastech vyrábějí. Nejznámější je bezesporu jihomoravsko-makedonský typ, charakteristický pro oblast od okolí Niše až na jih Makedonie. Vedle tohoto typu se můžeme setkat i se svrljižskými, erskými, banátskými nebo mokrinskými a vojvodinskými dudami. Liší se v metodě výroby, v částech, z kterých se skládají, ale i ve způsobu, jak se na ně hraje. Dudy se skládají z několika prvků: melodické neboli přední píšťaly (gajdenica), tj. části, která vytváří zvuk a která se nejčastěji vyrábí ze zimostrázu, šeříku, dřínu nebo švestky, dále ze strojku neboli piskoru (pisak), na němž z větší části záleží naladění dud, potom měchu (mešina), který se vyrábí z vysušené kůzlečí nebo jehněčí kůže, dále z plátků (glavčina nebo prsteni) a z bordunové píšťaly (prdalo), tedy dlouhé zadní píšťaly, která vytváří hluboký tón. Celý nástroj se maže lojem nebo voskem, jen měch vepřovým sádlem, aby se zachoval v co nejlepším stavu.“